# Hassane Alla
Pour les articles homonymes, voir Alla.
Hassane Alla (en arabe : حسن علا), né le 24 novembre 1980 à Oujda, au Maroc, est un footballeur international marocain, qui possède également la nationalité française. Il évolue au poste de milieu de terrain de 2002 à 2018, d'abord au Maroc, puis en France.

## Carrière
En 2003, étudiant en langue et littérature française à l'Université Mohammed-Ier de Oujda, il fait partie de l'équipe du Maroc Universitaire qui dispute l'Universiade d'été à Daegu.
Doté d'une bonne technique, il est approché par des clubs comme La Corogne et le FC Séville avant de prendre la direction de la Normandie[réf. nécessaire].
Le 24 août 2010 en Coupe de la Ligue à Reims, le Havrais réalise un geste technique rare : sur une passe de Brice Jovial, il contrôle le ballon pour enchaîner sur une aile de pigeon acrobatique remettant le ballon en pleine course vers son buteur Jovial.
Il rejoint en juillet 2013 le Stade Lavallois après un essai concluant. Sa première saison est probante, si bien qu'il prolonge de deux ans en début d'année 2014. Lors des bilans individuels de fin d'année, Ouest-France rappelle qu'il a obtenu la meilleure note moyenne de l'effectif, et le décrit ainsi : « Il est supérieur aux autres techniquement, lit mieux le jeu, oriente, ratisse, est doté d'une frappe puissante, précise et précieuse sur les coups de pied arrêtés ». En janvier 2020, il est désigné dans le onze type de la décennie par la rédaction sportive de Ouest-France Laval.

## Parcours en club
- 2002-2004 : Mouloudia d'Oujda ( Maroc)
- 2004-2005 : Baniyas SC ( Émirats arabes unis)
- 2005-2006 : Mouloudia d'Oujda ( Maroc)
- 2006-2012 : Le Havre AC ( France)
- 2013-2017 : Stade lavallois ( France)
- 2017-2018 : US Boulogne CO ( France)

## Parcours en sélection
Il est sélectionné par Badou Zaki pour disputer la CAN 2004 qui se déroule en Tunisie. En 2006 il est présélectionné pour la CAN mais pas retenu dans la liste finale.
| Matches internationaux de Hassane Alla | Matches internationaux de Hassane Alla | Matches internationaux de Hassane Alla           | Matches internationaux de Hassane Alla | Matches internationaux de Hassane Alla | Matches internationaux de Hassane Alla | Matches internationaux de Hassane Alla | Matches internationaux de Hassane Alla |
| 0                                      | Date                                   | Lieu                                             | Adversaire                             | Score                                  | Résultats                              | Compétitions                           |                                        |
| -------------------------------------- | -------------------------------------- | ------------------------------------------------ | -------------------------------------- | -------------------------------------- | -------------------------------------- | -------------------------------------- | -------------------------------------- |
| 1                                      | 31 janvier 2004                        | Stade Taïeb-Mehiri, Sfax, Tunisie                | Bénin                                  | —                                      | 4-0                                    | Coupe d'Afrique 2004                   |                                        |
| 2                                      | 31 mars 2004                           | Complexe sportif Moulay-Abdallah, Rabat, Maroc   | Angola                                 | —                                      | 3-1                                    | Match amical                           |                                        |
| 3                                      | 28 mai 2004                            | Stade du 26 Mars, Bamako, Mali                   | Mali                                   | —                                      | 0-0                                    | Match amical                           |                                        |
| 4                                      | 23 mai 2006                            | The Coliseum, Nashville, États-Unis              | États-Unis                             | —                                      | 0-1                                    | Match amical                           |                                        |
| 5                                      | 28 mai 2006                            | Stade olympique Yves-du-Manoir, Colombes, France | Mali                                   | —                                      | 0-1                                    | Match amical                           |                                        |
| 6                                      | 4 juin 2006                            | Camp Nou, Barcelone, Espagne                     | Colombie                               | —                                      | 0-2                                    | Match amical                           |                                        |

## Palmarès

### En sélection nationale
- Finaliste de la CAN 2004 avec le Maroc

### En club
- Champion de France de Ligue 2 en 2008 avec Le Havre AC

## Décorations
- Officier de l'ordre du Trône — Le 14 février 2004, il est décoré officier de l'ordre du Wissam al-Arch[6] — ordre du Trône[7] — par le roi Mohammed VI au Palais royal de Rabat[8].